# Cerovice
Cerovice este un sat din comuna Kolašin, Muntenegru. Conform datelor de la recensământul din 2003, localitatea are 87 de locuitori (la recensământul din 1991 erau 142 de locuitori).

## Demografie
În satul Cerovice locuiesc 71 de persoane adulte, iar vârsta medie a populației este de 47,2 de ani (41,0 la bărbați și 53,3 la femei). În localitate sunt 38 de gospodării, iar numărul mediu de membri în gospodărie este de 2,29.
Această localitate este populată majoritar de sârbi (conform recensământului din 2003).
|  |

| Demografie | Demografie | Demografie |
| An         | Locuitori  | Locuitori  |
| ---------- | ---------- | ---------- |
|            |            |            |
|            |            |            |
|            |            |            |
|            |            |            |
| 1948       | 317        |            |
| 1953       | 331        |            |
| 1961       | 357        |            |
| 1971       | 348        |            |
| 1981       | 228        |            |
| 1991       | 142        | 140        |
| 2003       | 87         | 87         |

| \| Componența etnică conform recensământului din 2003[2] \| Componența etnică conform recensământului din 2003[2] \| Componența etnică conform recensământului din 2003[2] \| Componența etnică conform recensământului din 2003[2] \| Componența etnică conform recensământului din 2003[2] \| \| ----------------------------------------------------- \| ----------------------------------------------------- \| ----------------------------------------------------- \| ----------------------------------------------------- \| ----------------------------------------------------- \| \| \| \| \| \| \| \| Sârbi \| Sârbi \| \| 67 \| 77,01% \| \| Muntenegreni \| Muntenegreni \| \| 20 \| 22,98% \| \| necunoscută \| necunoscută \| \| 0 \| 0% \| |              |  |    |        |
| Componența etnică conform recensământului din 2003 |              |  |    |        |
| |              |  |    |        |
| Sârbi | Sârbi        |  | 67 | 77,01% |
| Muntenegreni | Muntenegreni |  | 20 | 22,98% |
| necunoscută | necunoscută  |  | 0  | 0%     |